# Anastatus dives
Anastatus dives är en stekelart som beskrevs av Masi 1929. Anastatus dives ingår i släktet Anastatus och familjen hoppglanssteklar.
Artens utbredningsområde är Libya. Inga underarter finns listade i Catalogue of Life.